# (312) Pierretta
(312) Pierretta es un asteroide perteneciente al cinturón de asteroides descubierto el 28 de agosto de 1891 por Auguste Honoré Charlois desde el observatorio de Niza, Francia.
Se desconoce la razón del nombre.